# Mystério
Mystério (« Mysterio » en VO) est le nom de plusieurs super-vilains successifs évoluant dans l'univers Marvel de la maison d'édition Marvel Comics. Créé par le scénariste Stan Lee et le dessinateur Steve Ditko, le personnage de fiction apparaît pour la première fois dans le comic book Amazing Spider-Man (vol. 1) #13 en juin 1964.
La première et la plus notable incarnation de Mystério est Quentin Beck, bien que plusieurs autres personnages ont depuis utilisé l'alias « Mystério ».

## Historique de la publication
La première apparition réelle de Mystério, tel qu’inventé par Stan Lee et Steve Ditko, est lors de The Amazing Spider-Man (vol. 1) #13. Cependant, des années plus tard, dans Peter Parker, The Spectacular Spider-Man #51 en janvier 1981, Roger Stern adapta les origines de Quentin Beck pour faire de lui un associé du Bricoleur à partir de The Amazing Spider-Man #2, apparaissant alors dissimulé sous un masque d’extra-terrestre, ce qui fait de cet épisode la première apparition (mais masquée) de Quentin Beck.

## Biographie des personnages

### Quentin Beck

#### Origines
Depuis son enfance, Quentin Beck a toujours rêvé de faire du cinéma. Il découvre sa vocation quand son oncle lui donne comme cadeau d'anniversaire une vieille caméra de cinéma. Malgré l'avis de son père, veuf, qui tourne en dérision ses aspirations futures, il grandit avec pour but devenir un cascadeur et un spécialiste des effets spéciaux dans l’industrie du cinéma. Travaillant à Hollywood pour un grand studio, il joue des rôles d'extraterrestres ou de monstres et s'occupe d'effets spéciaux, rêvant de se faire un nom dans ce milieu et d’acquérir la célébrité. Cependant, il s'aperçoit qu'il manque de charisme et des talents nécessaires pour devenir une vedette ou la patience pour devenir réalisateur, et il en vient bientôt à considérer sa carrière dans les effets spéciaux comme un cul-de-sac.
De plus en plus frustré, il se sent de moins en moins à sa place à son poste. C'est alors qu’un ami lui suggère, en plaisantant, que la meilleure manière de devenir rapidement célèbre serait de vaincre un héros costumé ; Quentin Beck réalise alors que son expertise dans le domaine des effets spéciaux et des illusions peut faire de lui un criminel efficace.
Devenu maître dans cet art, il remarqua que le journal Le Quotidien (aujourd'hui le Daily Bugle) ridiculise le héros Spider-Man et le considère comme un criminel. Il se dit que l'arrêter lui ferait une bonne publicité, or le Tisseur n'a jamais enfreint la loi. Beck se déguise donc en Spider-Man et dévalise une banque. Spider-Man arrive sur les lieux et découvre alors son nouvel ennemi : Mystério, un homme coiffé d'un bocal en verre, habillé d'une combinaison moulante verte et d'une cape fixée par des broches en formes d'yeux. Il porte également des gants lanceurs de gaz et des chaussures rebondissantes ou, selon le cas, armées de gaz. Spidey met fin aux agissements de Beck et celui-ci se retrouve en prison. Mais, devenu « accro » au jeu d'essayer de battre Spider-Man, il échafaude plusieurs plans pour le battre mais est vaincu à chaque fois.
Il est ensuite engagé par le Docteur Octopus au sein de l'équipe des Sinistres Six. Malgré cette aide, il ne parvient pas à prendre l'avantage sur Spider-Man. Il est même vaincu et humilié par les quatre jeunes enfants du groupe Puissance 4.
Au fil du temps, ses gadgets deviennent de plus en plus sophistiqués et ses effets spéciaux plus réels, mais il devient aussi plus dur et cruel. C'est alors qu'il développe une tumeur au cerveau et un cancer des poumons, conséquence des produits chimiques qu'il utilise. N'ayant plus qu'une année à vivre, il cherche à éliminer Spider-Man. Mais, en apprenant que celui-ci n'était qu'un clone (Ben Reilly), il change de cible pour Daredevil (Matt Murdock), qu’il avait rencontré récemment lors d’une escroquerie aux assurances que le héros avait déjouée ; Mystério pensait avoir trouvé une « âme sœur » avec Daredevil, en ce sens qu'ils étaient tous les deux des seconds couteaux avec peu de réputation en dehors de chez eux.
Après que le Caïd donne à Mystério toutes les informations dont il dispose sur le passé de Daredevil, celui-ci développe un complot élaboré pour rendre fou Daredevil en utilisant une drogue spécialement conçue pour influencer l'humeur de Daredevil, en lui présentant une petite fille et des rapports contradictoires selon lesquels elle est la seconde venue du Christ ou de l'Antéchrist, avec la drogue rendant Daredevil violent si quelqu'un suggérait que l'enfant était innocent. Au cours de cette opération, Karen Page, l'ancienne petite amie de Matt Murdock est assassinée par Bullseye après que Mystério l'a convaincue qu'elle souffrait du VIH à cause de son passé dans les films pornographiques, Foggy Nelson, l'associé de Matt Murdock, est accusé de meurtre après avoir trompé son amie de l’époque et Daredevil perd presque la tête alors qu'il semblait être tourmenté par les forces de l'enfer.
Cependant, la volonté de Daredevil se révèle plus forte que celle attendue par Mystério et, une fois que le docteur Strange découvre et retire par magie la drogue de Mystério du sang de Daredevil, ce dernier le démasque en tant que cerveau de l'affaire ; de rage, il brise le casque du criminel, révélant son apparence, désormais en train de dépérir. Quentin Beck espère alors que Daredevil va le tuer, ce qui est, selon lui, « une manière grandiose de terminer son show ». Mais Daredevil refuse de le tuer et tourne en dérision son complot, l’assimilant à un simple scénario de série B bas de gamme et l'accuse d’avoir été incapable d’avoir une idée originale durant toute sa vie, car le Caïd avait déjà tenté de le rendre fou auparavant et Mystério avait déjà utilisé l'idée des « forces de l’Enfer » durant une ancienne agression contre J. Jonah Jameson. Brisé physiquement et moralement, Beck, affirmant alors qu’il vole l’idée de Kraven le Chasseur, sort un revolver et se tire une balle dans la tête. Ayant simulé sa propre mort dans le passé, cet acte-ci fut légitime, Quentin Beck n’ayant plus aucune raison de vivre.

#### Le retour de Beck
Mais, même après sa mort, l’âme de Quentin Beck semble ne pas devoir connaître le repos. Envoyé en enfer du fait de sa carrière de criminel, Mystério est d’abord recruté par le Misérable, revenant provisoirement sur Terre en compagnie d’autres héros et criminels costumés, et affronte le Docteur Strange et Dead-Girl. Il finit cependant par être renvoyé dans l’au-delà.
Très récemment[Quand ?], en marge des événements de la saga Civil War, il semblerait que Quentin Beck soit réapparu lors de la prise d'otages au lycée où enseigne Peter Parker, prise d'otages orchestrée par Francis Klum, le 3e Mystério. Il apparaît soudainement dans l'auditorium du lycée avec un costume plus sombre et s'adresse d'abord à Klum avant de le laisser face à Daniel Berkhart. Il s'adresse alors à Mlle Arrow, révélant par la même occasion qu'il lui manque la moitié du visage à la suite de sa blessure par balle. Il lui explique que, étant allé en enfer à cause de son suicide, ses « supérieurs » de l'Au-delà l'ont renvoyé sur Terre pour maintenir un équilibre cosmique. Ceux-ci veulent que Spider-Man continue à travailler à l'école et il sait que Mlle Arrow aura un rôle important par la suite.
Mystério réapparaît pendant l'intrigue The Gauntlet qui réintroduit plusieurs anciens méchants de Spider-Man avec de nouveaux rebondissements. Ce Mystério prétend être le véritable Quentin Beck qui avait truqué sa mort, étant en contradiction avec son apparition précédente. Il est employé par Carmine, un membre important de la Maggia, créant des androïdes de divers défunts de l'organisation criminelle, y compris de leur ancien leader Silvermane, pour leur donner un coup de pouce de crédibilité dans leur guerre de gangs avec Mister Negative. Beck contrôle lui-même le robot Silvermane et réussit à faire revenir Hammerhead, qui avait quitté la Maggia lors du décès de Silvermane.
Il essaie aussi de rendre fou Spider-Man en lui faisant croire qu'il a accidentellement tué plusieurs membres de gangs, tout en essayant de le convaincre que le Capitaine George Stacy était un gangster connu sous le nom de Big Man, et qui a également truqué sa mort. Ce tour fait comprendre à Spider-Man que Mystério doit être derrière le récent retour mystérieux de tant d'individus décédés, et il promet de lui faire payer personnellement.
Peu après, Mystério utilise le robot Silvermane pour assassiner Carmine dans le but de prendre secrètement le contrôle de la Maggia et de sa fortune. Spider-Man finit par exposer et confronter Beck, qui s'enfuit. Il rencontre plus tard le Caméléon, qui lui révèle qu'il a des amis qui « meurent » d'envie de le rencontrer.

### Daniel Berkhart
Après l'une des fausses morts de Mystério/Beck, Daniel Berkhart, un ancien associé qu'avait trahi Quentin Beck, reprit le rôle de Mystério, après avoir utilisé le costume de Jack O'Lantern. Il retrouva les partenaires de Beck, les Sinistres Six et reprit sa place. Il fut finalement arrêté par Spider-Man.

### Francis Klum
Un mutant téléporteur et télékinésiste nommé Francis Klum acheta une tenue de Mystério et reprit l'identité du criminel pour tuer Spider-Man. Son plan échoua grâce à l'intervention de Daniel Berkhart, qui se rangea du côté du Tisseur. Empoisonné par Miss Arrow (en), Klum s'échappa en se téléportant. On ignore s'il a survécu.

## Pouvoirs, capacités et équipement

### Pouvoirs et capacités
Quentin Beck n'a aucun super-pouvoir. Il est en revanche un expert dans la conception d'effets spéciaux mécaniques, visuels ou auditifs, un maître de l’hypnose et de la prestidigitation ainsi qu'un chimiste et un roboticien amateur.
C'est un bon combattant à mains nues, disposant d'une vaste expérience apprise durant son activité de cascadeur. Il a également une connaissance approfondie de la psychiatrie, suffisamment développée pour lui permettre de se faire passer pour un professionnel s'il le souhaite.
Francis Klum bénéficiait, quant à lui, du pouvoir de téléportation et de télékinésie. Il est ainsi le seul des trois Mystério à être un mutant.

### Équipement
Mystério a constamment amélioré son costume au fil des ans. Son équipement inclut habituellement :
- un casque sans tain en forme d’aquarium pour poissons (muni d’une réserve d’air de 30 minutes) ;
- un projecteur holographique ;
- des gants et des bottes dotés d’embouts capables d’émettre un gaz hallucinogène ou pour se dissimuler. Les bottes disposent également de ressorts magnétiques permettant de faire des bonds en hauteur et d'un projecteur d’acide qui peut dissoudre la toile de Spider-Man.

Il a aussi mis au point un gaz susceptible d’annuler le sens d’araignée de Spider-Man. Quand il se dissimule derrière son gaz brumeux, il utilise un sonar pour détecter les objets et les êtres vivants à proximité. Plus tard, il a ajouté à son casque une « capacité psychédélique », s'est équipé d'un gaz soporifique, d'une cape électriquement chargée, a ajouté des substances hypnogènes dans sa brume de dissimulation et des décharges électriques à partir de ses gants.
Il a aussi utilisé un pistolet tirant des fléchettes tranquillisantes, un rayon de disruption électromagnétique, des automates, des projecteurs holographiques et un système volé de transmission d’imagerie numérique. Par ailleurs, il a aussi utilisé une technologie avancée, parfois ne faisant pas partie de sa propre conception.

## Apparitions dans d'autres médias
Sauf indication contraire, les informations mentionnées dans cette section peuvent être confirmées par la base de données cinématographiques IMDb,  présente dans la section « Liens externes ».

### Télévision
- 1967-1970 : L'Araignée (série d'animation)
- 1994-1998 : Spider-Man, l'homme-araignée (série d'animation) avec Gregg Berger (VF : Jean-François Kopf)
- 2008-2009 : Spectacular Spider-Man (série d'animation) avec Xander Berkeley (VF : Vincent Violette)
- 2012-2017 : Ultimate Spiderman (série d'animation)

Frances Beck est la fille de Quentin Beck. Elle apparait pour la première fois dans Ultimate Spiderman.

### Cinéma
- Trilogie Spider-Man (2002-2007) :

Bruce Campbell a fait des caméos variés tout au long de la trilogie Spider-Man de Sam Raimi. Jeffrey Henderson, qui a travaillé sur les story-boards pour le quatrième film (Spider-Man 4) annulé de Spider-Man, a déclaré en 2016 que Bruce Campbell aurait dû incarner le personnage de Quentin Beck, alias Mystério et ce depuis le début de la saga,.

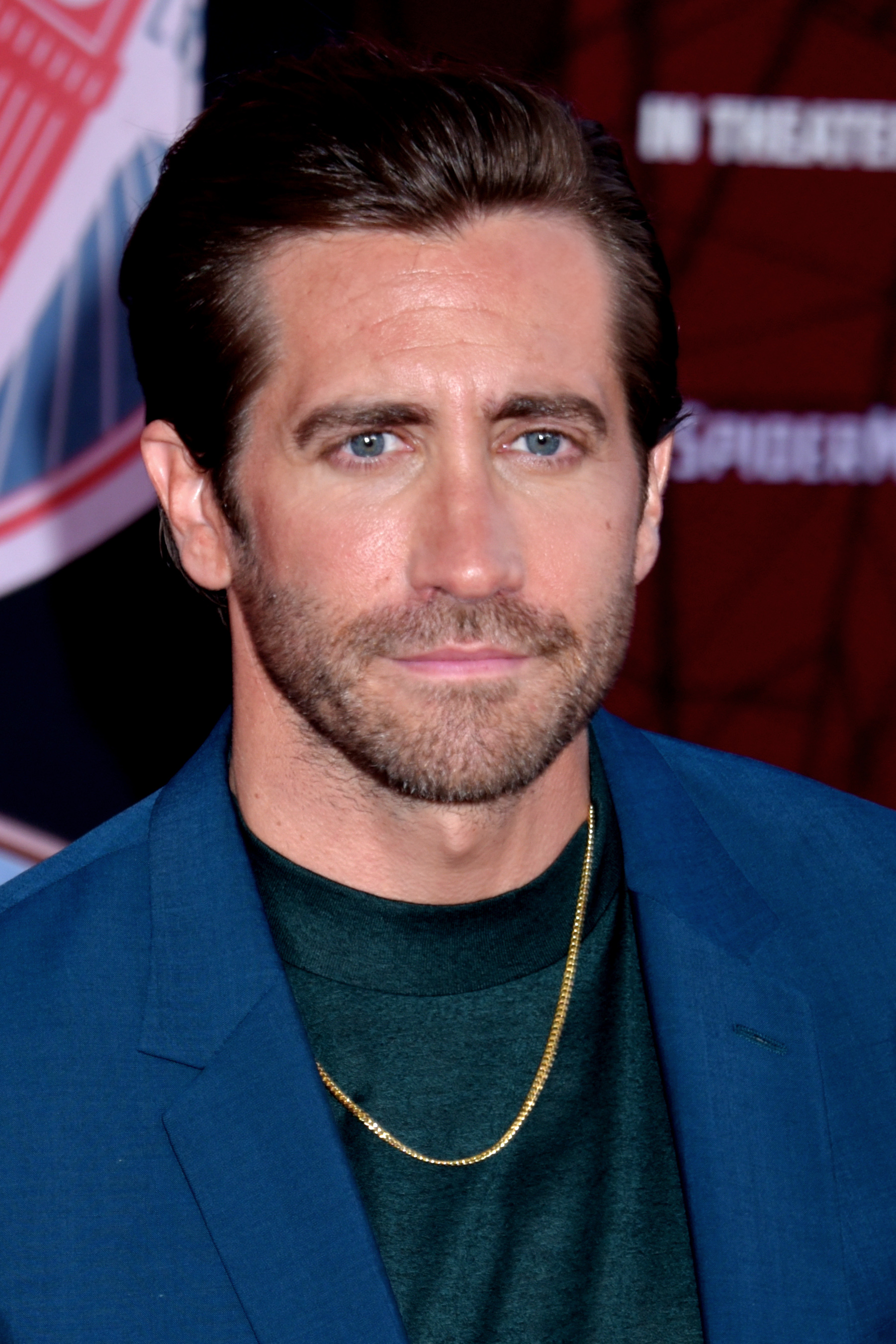
L’acteur Jake Gyllenhaal interprète le personnage de Mystério dans le film Spider-Man: Far From Home.

Interprété par Jake Gyllenhaal dans l'univers cinématographique Marvel :
- 2019 : Spider-Man: Far From Home de Jon Watts :

Ici, Quentin Beck se présente comme provenant d'une Terre alternative et affirme être un super-héros luttant contre les Elementaires, des créatures qui viennent de la même Terre que lui et ont déjà détruit son monde et anéanti les siens. Fury et Hill l'ont recruté, espérant faire de lui un Avenger. Il s'avère toutefois que Beck est un escroc : il a conçu la technologie de réalité virtuelle que Stark avait présenté au début du film Civil War, mais ce dernier se l'était attribué et avait renvoyé Beck. Furieux, ce dernier avait formé un collectif d'employés mécontents de Stark pour se créer un personnage de toutes pièces afin de se faire passer pour un héros aux yeux du monde en simulant les attaques des Elementaux grâce à son matériel et son équipe. Il réussit à manipuler Peter pour que ce dernier lui lègue la nouvelle IA nommée EDITH, léguée par Stark, afin de s'attribuer l'armée de drones que Stark avait mis à sa disposition. Beck planifie l'attaque de Londres par un Elementaire bien plus grand, qui dissimulera les drones d'EDITH et provoquera de grandes destructions. Il compte ensuite simuler un combat et en sortir vainqueur pour être adulé par la suite. Peter réussit toutefois à découvrir la supercherie et a contrer les plans de Beck en récupérant EDITH. Ce dernier finit accidentellement tué par un de ses drones mais a le temps de divulguer publiquement l'identité de Spider-Man avant de mourir.
- 2021 : Spider-Man: No Way Home de Jon Watts :

Si Mystério n'apparaît pas physiquement, du fait de son décès, ses actions du film précédent ont une lourde conséquence sur les événements du film et sur la vie de Peter Parker. On retrouve d'ailleurs dans la population des partisans de Mystério, dont le journaliste J. Jonah Jameson.

### Jeux vidéo
- 1990 : The Amazing Spider-Man
- 1990 : The Amazing Spider-Man vs. The Kingpin
- 1992 : The Amazing Spider-Man 2 (en tant que boss final)
- 1992 : Spider-Man: Return of the Sinister Six
- 1995 : Spider-Man: The Animated Series
- 2000 : Spider-Man
- 2001 : Spider-Man 2: The Sinister Six
- 2001 : Spider-Man: Mysterio's Menace (en tant qu'antagoniste principal)
- 2004 : Spider-Man 2: The Movie
- 2006 : Marvel: Ultimate Alliance
- 2007 : Spider-Man : Allié ou Ennemi (en tant qu'antagoniste principal)
- 2010 : Spider-Man : Dimensions (en tant qu'antagoniste principal)
- 2013 : Lego Marvel Super Heroes
- 2017 : Lego Marvel Super Heroes 2
- 2019 : Spider-Man: Far From Home - Virtual Reality Experience
- 2023 : Marvel's Spider-Man 2